# Фокс Чапел (Пенсилванија)
Фокс Чапел (енгл. Fox Chapel) град је у америчкој савезној држави Пенсилванија.

## Демографија
По попису из 2010. године број становника је 5.388, што је 48 (-0,9%) становника мање него 2000. године.
| Група             | 2000.         | 2010.         |
| Белци             | 5.042 (92,8%) | 4.883 (90,6%) |
| Афроамериканци    | 30 (0,6%)     | 46 (0,9%)     |
| Азијати           | 284 (5,2%)    | 307 (5,7%)    |
| Хиспаноамериканци | 37 (0,7%)     | 75 (1,4%)     |
| Укупно            | 5.436         | 5.388         |